# Nation of Language
Pour les articles homonymes, voir Nation (homonymie).
Nation of Language est un groupe de pop indépendante américain fondé en 2016 à New York.

## Biographie
Fondé en 2016 à Brooklyn (New York), le groupe est initialement composé d'Ian Devaney (chanteur principal, guitare), originaire du New Jersey, de sa femme Aidan Devaney (au synthétiseur), originaire du Missouri, et de Michael Sui-Poi (à la basse),. Les deux hommes étaient auparavant membres des Static Jacks (en). Alex MacKay devient le nouveau bassiste du groupe en 2022.
Ils acquièrent de la notoriété en 2018 en jouant en première partie de la tournée américaine du groupe The Wombats, puis en faisant une petite tournée en Italie l'été de la même année. 
Leur première vraie tournée, repoussée en raison de la pandémie de Covid-19, a lieu en 2022 en Europe (premières dates en avril à Dublin) et en Amérique du Nord,. Ils se produisent notamment à la Gaîté-Lyrique en novembre 2022

### Style musical et influences
Ils se décrivent comme un groupe d'électropop pour la classe ouvrière. Leur musique s'inspire d'Orchestral Manoeuvres in the Dark (en particulier de leur titre Electricity) et de Human League, ainsi que de leurs précurseurs John Cale et Brian Eno.

## Membres
- Ian Devaney (chant, guitare)
- Aidan Devaney (synthétiseur)
- Alex Mak Kay (guitare basse)

### Ancien membre
- Michael Sui-Poi (bassiste, jusqu'en 2022)

## Discographie

### Singles
- Across That Fine Line (2021)[11]
- From the Hill (2022)[12]
- Sole Obsession (2023)[13]
- Weak in your Light (2023)[14]

### Albums
- Introduction, Presence (en) (2020, auto-produit)[5],[15]
- A Way Forward (en) (2021, pias)[16],[17]
- Strange Disciple (2023, pias)[18]
- Dance Called Memory (2025, Sub Pop)[19]

### Reprises
- Gouge Away (2020, Pixies)[20]
- Androgynous (en) (2022, The Replacements)[21]
- Stars and Sons (2022, Broken Social Scene)[22],[23]